# باشگاه فوتبال بیرکیرکارا
باشگاه بیرکیرکارا (انگلیسی: Birkirkara F.C.) یک باشگاه فوتبال واقع در شهر بیرکیرکارا، بزرگ‌ترین شهر جزیره‌ی مالت، است. این باشگاه در سال ۱۹۵۰، به‌دنبال ادغام بیرکیرکارا یونایتد و بیرکیرکارا سلتیک تأسیس شد. بیرکیرکارا هم‌اکنون در لیگ برتر فوتبال مالت بازی می‌کند، و در آن موفق به‌بردن ۴ مقام قهرمانی شده، که آخرین آن مربوط به فصل ۱۳-۲۰۱۲ بوده‌است. این باشگاه یک تیم فوتسال هم زیر همین نام دارد. بیرکیرکارا یکی از اعضای بنیادگذار اتحادیه باشگاه‌های فوتبال اروپا است.